# ريتشارد روكسبيرج
ريتشارد روكسبيرج (بالإنجليزية: Richard Roxburgh)‏ هو مخرج وممثل أسترالي، ولد في 23 يناير 1962 بألبوري في أستراليا. بدأ مشواره المهني سنة 1987.

## أعمال

### أفلام
- (1997) أوسكار ولوسيندا[4][5]
- (2000) مهمة مستحيلة 2[6]
- (2001) الطاحونة الحمراء
- (2003) تحالف الخارقين[7]
- (2004) فان هيلسنج[8]
- (2010)  بومة غهول[9][10]
- (2016) هاكسو ريدج[11]

## وصلات خارجية
- ريتشارد روكسبيرج على موقع IMDb (الإنجليزية)
- ريتشارد روكسبيرج على موقع ألو سيني (الفرنسية)
- ريتشارد روكسبيرج على موقع ميوزك برينز (الإنجليزية)
- ريتشارد روكسبيرج على موقع أول موفي (الإنجليزية)
- ريتشارد روكسبيرج على موقع قاعدة بيانات برودواي على الإنترنت (الإنجليزية)
- ريتشارد روكسبيرج على موقع قاعدة بيانات الأفلام السويدية (السويدية)
- ريتشارد روكسبيرج على موقع إن إن دي بي (الإنجليزية)
- ريتشارد روكسبيرج على موقع ديسكوغز (الإنجليزية)
- ريتشارد روكسبيرج على موقع قاعدة بيانات الفيلم (الإنجليزية)
- ريتشارد روكسبيرج على موقع كينوبويسك (الروسية)